# Vorwerk (Altlandsberg)
Vorwerk ist ein bewohnter Gemeindeteil der Stadt Altlandsberg im Landkreis Märkisch-Oderland in Brandenburg.

## Geografie
Der Ort liegt drei Kilometer nordöstlich von Altlandsberg. Die Nachbarorte sind Wegendorf im Norden, Buchholz im Nordosten, Spitzmühle im Osten, Waldkante im Süden, Wolfshagen und Amtsfreiheit im Südwesten, Neuhönow im Westen sowie Steinau im Nordwesten.